# Überweidung

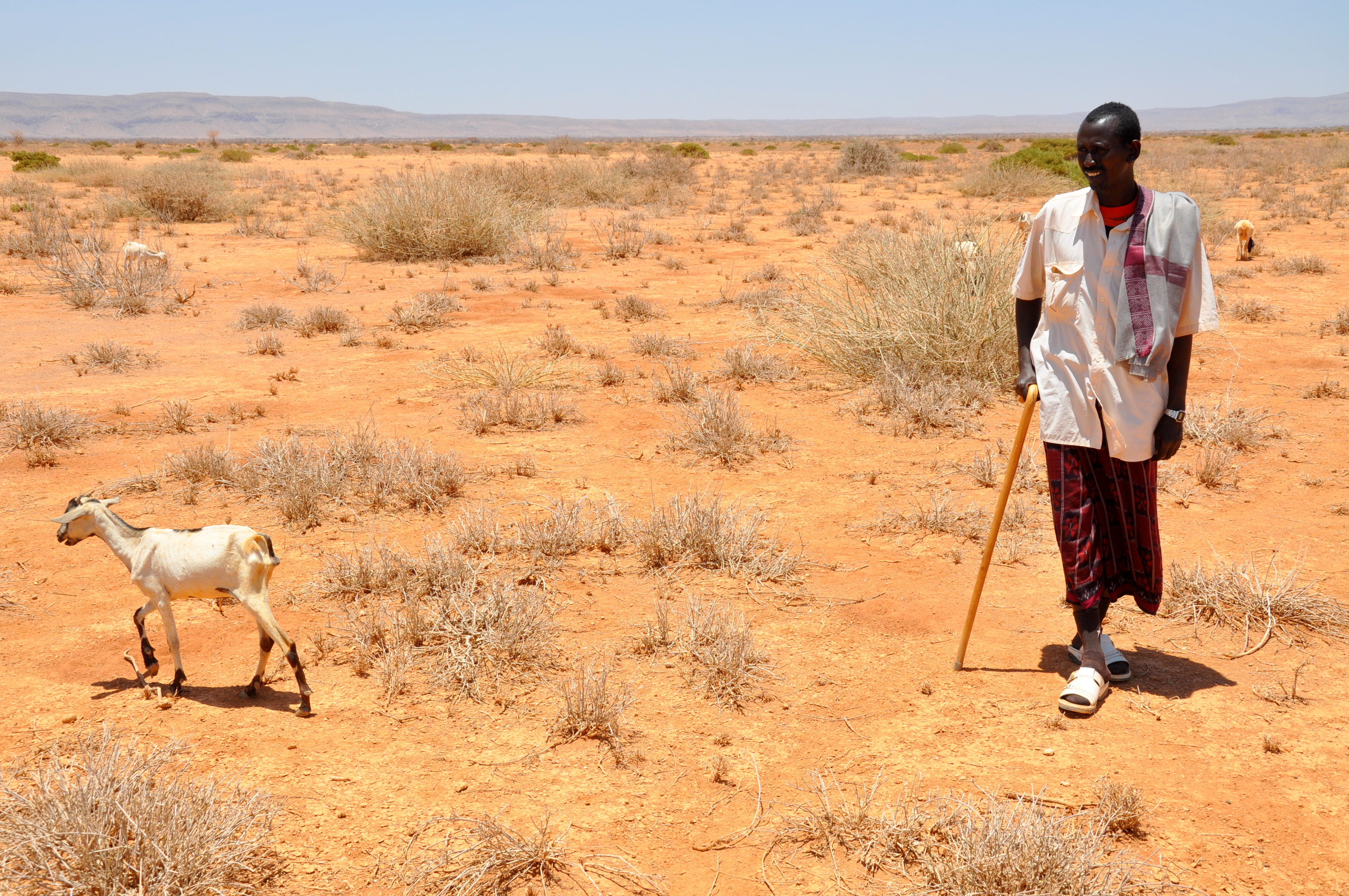
In stark überweideten Gebieten – hier Somalia – können nur noch Ziegen leben, die die Vegetation jedoch noch stärker schädigen.

Man spricht von Überweidung, wenn Tiere durch Verbiss und/oder Vertritt die krautige Pflanzendecke einer Weide oder eines Biotopes schneller bzw. stärker beanspruchen, als diese sich regenerieren kann. Dies ist bei einem Viehbesatz der Fall, der der Ertragskraft der Fläche nicht angepasst ist.
Nimmt der Weidedruck (Zahl der Tiere bzw. Größe der Herden, Dauer der Beweidung) zu, kommt die ökologische Tragfähigkeit bald an ihre Grenzen: Die Folge sind Überweidung und Bodendegradation.

## Historische Betrachtung

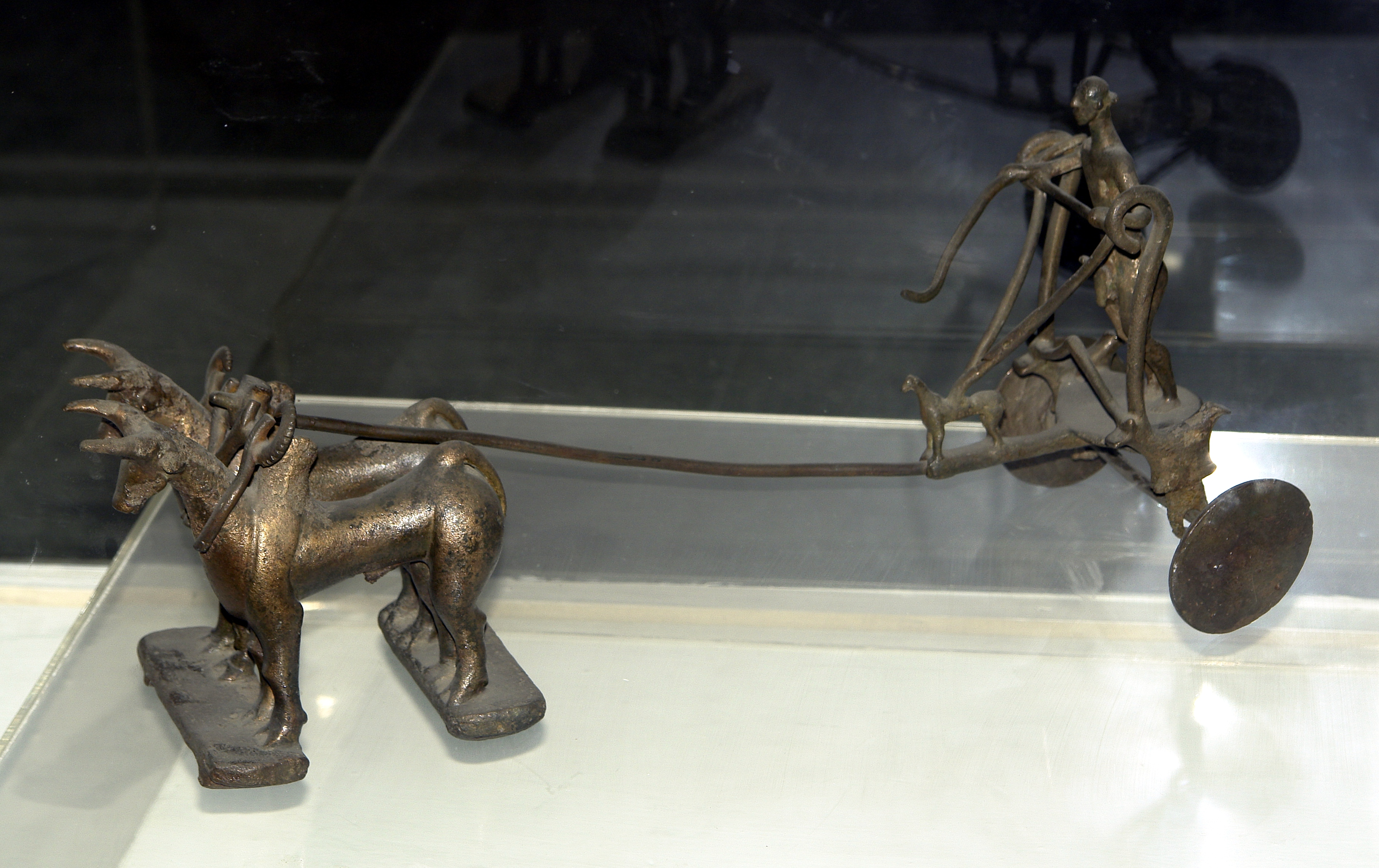
Die Indus-Kultur als Beispiel für Überweidung in alten Hochkulturen (3000–2500 v. Chr.)

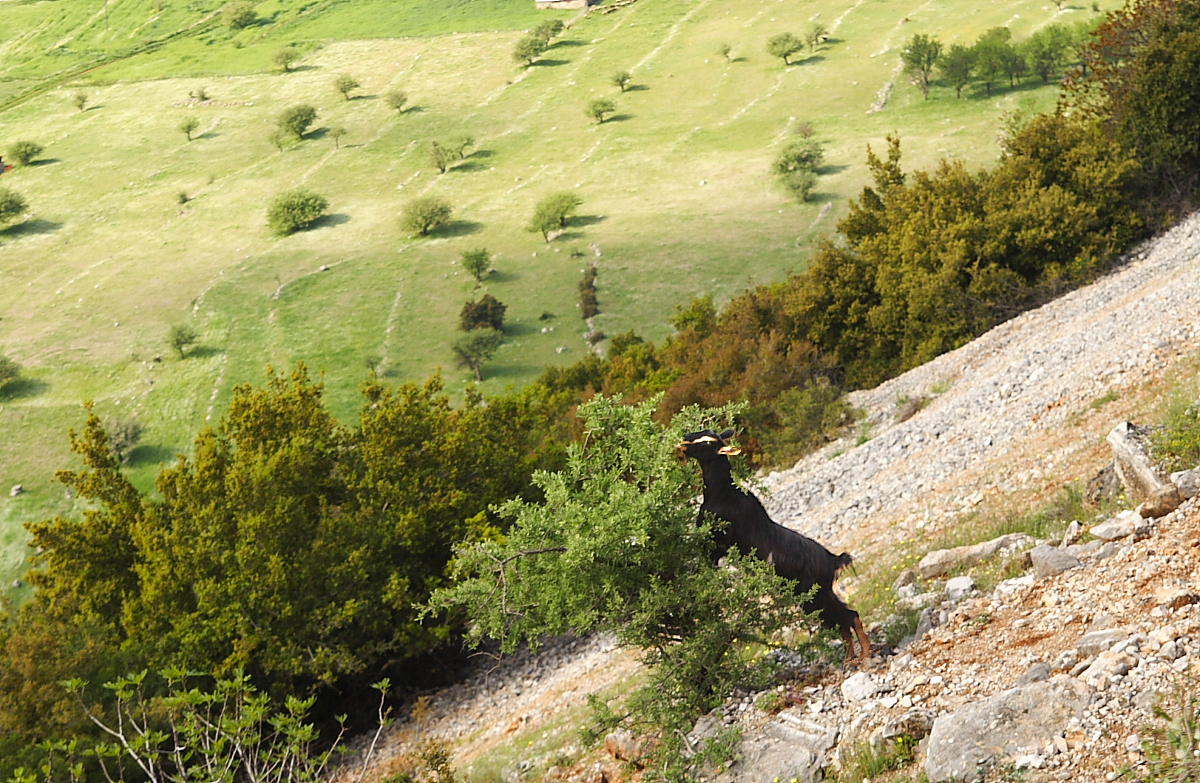
Wenn Gräser und Kräuter fehlen, fördern Ziegen im mediterranen Gebieten die Bodendegeneration und hinterlassen Macchie und Garigue.

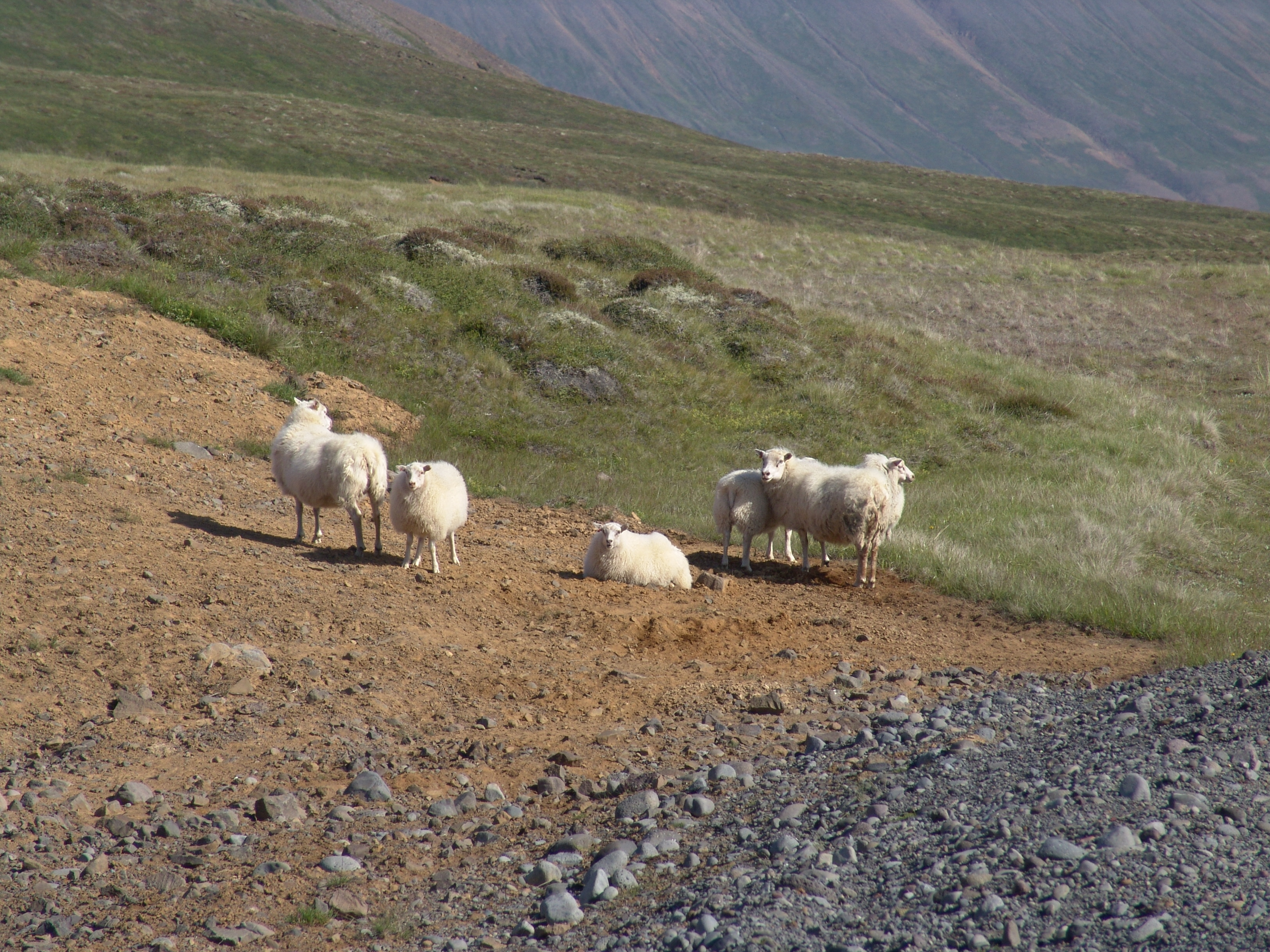
Beispiel für Überweidungsschäden in der empfindlichen Natur Islands

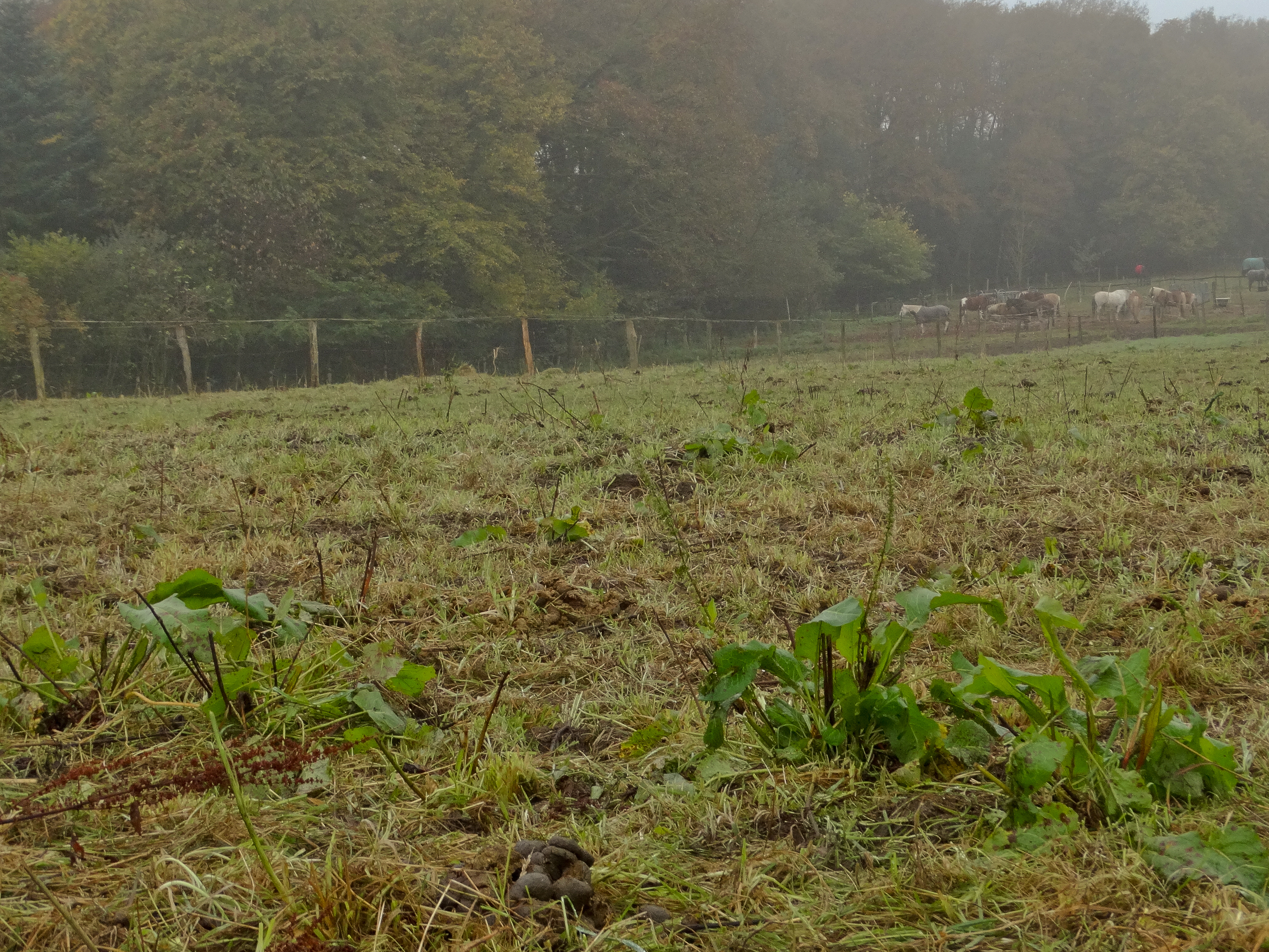
Überweidungsschäden äußern sich in humiden Gebieten durch die Ausbreitung von Weideunkräutern, die das Vieh nicht frisst (Pferdekoppel in Wuppertal).

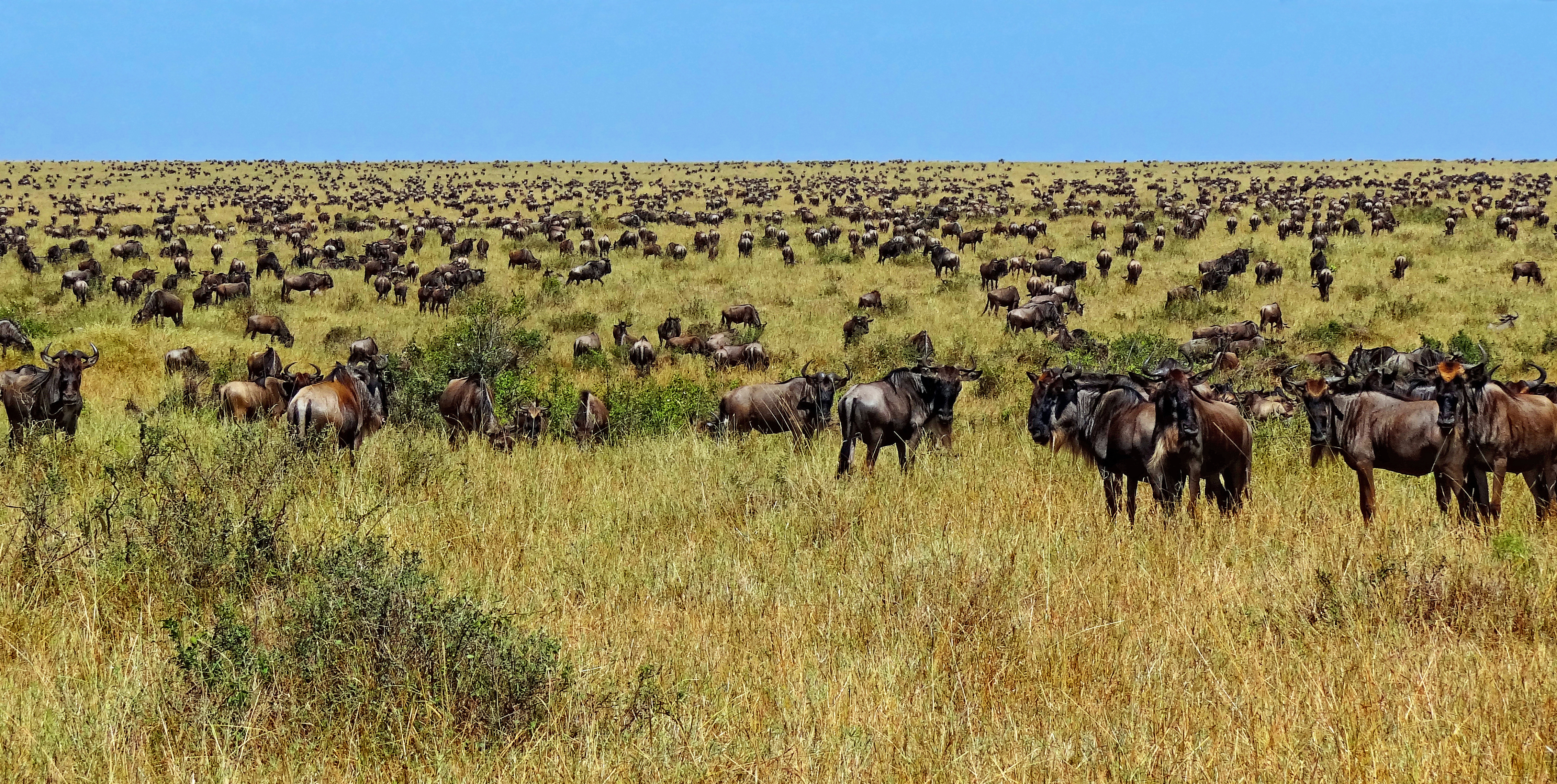
Grasende Tierarten entstanden in Koevolution mit Graslandschaften. Abgebildet sind Gnus der Masai Mara. Überweidung passiert nicht beim kurzzeitigen, intensiven Abgrasen in dichten Herden, welche weiterziehen. Im Gegenteil wird das Pflanzenwachstum durch den Verbiss angeregt, Hufe bearbeiten den Boden, Samen bekommen Licht, Dung und Urin reichern den Boden an, mikrobielles und organisches Bodenleben wird angeregt. Als Folge speichert der Boden dadurch das Regenwasser effektiver und bietet Artenreichtum.

In ursprünglich unbesiedelten Naturlandschaften kommt Überweidung durch Wildtiere nur temporär vor, da sich die Populationen aller Tier- und Pflanzenarten eines Ökosystems gegenseitig regulieren und die Zahl der Individuen sich somit dauernd auf die aktuelle Tragfähigkeit des Lebensraums einstellt. Insofern ist Überweidung grundsätzlich eine Folge anthropogener Weidenutzung. Seit der Entwicklung der traditionellen Viehwirtschaftsformen kam es überall zu mehr oder weniger deutlichen strukturellen Veränderungen der vormaligen Wildnis bis hin zu anthropogen beeinflussten Landschaften. So wird vermutet, dass große Teile der eurasischen Waldsteppe (vergleichbar mit den mitteleuropäischen Heiden) erst durch die verstärkte Weidenutzung entstanden sind: Der Baumbewuchs wurde noch mehr eingeschränkt als durch die wilden Weidetiere. Aufgrund der geringeren Bevölkerungszahlen in der Vorgeschichte und der immer extensiven und häufig nomadischen Viehhaltung in Räumen, die schon vorher der Lebensraum von großen Pflanzenfressern waren, sind Überweidungsschäden bei diesen Konstellationen nicht anzunehmen.
Überweidung ist vor allem immer dann zu befürchten, wenn Viehwirtschaft in unangepasster Weise intensiviert wird: Voraussetzungen dafür sind vor allem ein starkes Bevölkerungswachstum, die Sesshaftwerdung vormals nomadisierender Gruppen oder der Übergang von der Subsistenz- zur Erwerbswirtschaft, der eine Überschussproduktion erforderlich macht. Dies alles sind Faktoren, die bereits in den alten Hochkulturen auftraten. Besonders empfindlich sind trockene (aride) Naturweiden (Pastoralismus), deren nachhaltige Nutzung nur durch den traditionellen Nomadismus oder ein ausgeklügeltes, modernes Weidemanagement möglich ist. Doch auch in feuchten (humiden) Gebieten, die normalerweise von Wald bestockt sind, kam es seit dem Mittelalter zu Überweidungsschäden, wie die Entwicklung sandiger Heiden aus den mittelalterlichen Allmenden Mitteleuropas zeigt.
Seit der industriellen Revolution haben Überweidung, Bodendegradation und Desertifikation weltweit drastisch zugenommen. Betroffen sind vor allem die Trockenräume der Erde (Wüsten, Steppen, Trockensavannen, Trockenwälder usw.). Verantwortlich ist in der alten Welt in erster Linie der Niedergang des vormals nachhaltigen Nomadismus, der sich seit Mitte des 20. Jahrhunderts durch staatliche Sesshaftmachungsprogramme und marktwirtschaftliche Einflüsse mehr und mehr in eine ungeregelte und intensivierte mobile Tierhaltung verwandelt hat. Die Haltung überhöhter Tierbestände wurde – etwa in Afrika – erst durch den mit Fremdmitteln geförderten Bau von Brunnen für die Viehtränke möglich. In den Trockenregionen Amerikas, Südafrikas und Australiens hat sich seit der Kolonialisierung eine von den Europäern installierte, stationär-extensive Weidewirtschaft etabliert (Ranching), die von Anfang an marktwirtschaftlich orientiert war. Auch hier sind Überweidungsschäden in vielen Regionen, vor allem im „Wilden Westen“ der USA und in Patagonien eingetreten.

### Zonale Unterschiede
In der mediterranen Hartlaubzone mit seinen heiß-trockenen Sommern und Winterregen (Mediterranes Klima) führt die Überweidung durch Ziegen- und Schafherden zu erhöhter Bodenerosion; bei schon fortgeschrittener Erosion besteht die Gefahr der Bodendegradation. Durch anthropogenen und natürlichen Klimawandel kann es zur weiteren Ausdehnung solcher degenerierter Gebiete kommen.
In Kältesteppen können aufgrund der empfindlichen Vegetation und der sehr kurzen Wachstumsperiode Überweidungsschäden auftreten. Beispiele findet man bei der Schafzucht auf Island oder der intensivierten Rentierhaltung in Skandinavien.
Überweidung tritt nicht nur auf Naturweiden auf, sondern durchaus auch bei der Grünlandwirtschaft in gemäßigten Klimaten, die auf Flächen stattfindet, die vormals von Wald bestockt waren. Hier ist die Weidewirtschaft sachgerecht, wenn das „Grasland“ nachhaltig als Ersatzgesellschaft erhalten wird. Sowohl Überbeweidung, jedoch vor allem Unterbeweidung (die zur Verbuschung führt) können hier zum Verlust des Grünlandes führen. Überweidung auf Grünlandflächen führt durch die Nahrungspräferenzen des Viehs vor allem zur Ausbreitung von Weideunkräutern, die nicht als Futterpflanzen dienen. Durch Trittschäden kann sich außerdem die Artenzusammensetzung verändern. In Mitteleuropa ist eine Überbeweidung durch Rinder oft an dem vermehrten Auftreten von Trittzeigern (Wegerich), Nährstoff- und Säurezeigern, leicht regenerierenden Gräsern wie Einjähriges Rispengras Poa annua, Quecke A. repens und Weideunkräutern (z. B. Disteln) zu erkennen (Siehe auch Zeigerwerte nach Ellenberg). Auf feuchten Weiden Mitteleuropas können das auch Binsen sein.
Bei andauernder Haltung überhöhter Tierbestände werden langfristig die für die Tierernährung geeigneten Pflanzen so stark reduziert, dass die Pflanzendecke nur noch aus ungenießbaren oder wertlosen Pflanzenarten besteht. Besonders Berglagen oder trockene (aride Klimate), ertragsschwache Gebiete sind besonders betroffen. Der Bedeckungsgrad der Flächen sinkt durch Tritt im weiteren Verlauf, in Extremfällen stirbt die Pflanzendecke sogar partiell ab. Dies kann zur Erosion des Oberbodens führen, die eine Wiederbesiedlung durch Pflanzen erschwert, und im Extremfall zur Desertifikation (Wüstenbildung).
In geschädigten Trockengebieten erhöhen die Hirten nicht selten den Anteil der Ziegen, da diese Tiere besonders genügsam sind und auch in überweideten Regionen ihr Auskommen finden. Das setzt jedoch einen Teufelskreis in Gang, denn Ziegen weiden die Grasnarbe besonders tief ab, so dass die Erosion weiter verstärkt wird.